# Kanton Le Port-1 Nord
Kanton Le Port-1 Nord (francouzsky Canton du Port-1 Nord) byl francouzský kanton v departementu Réunion v regionu Réunion. Tvořila ho pouze severní část města Le Port. V roce 2014 byl v rámci reformy francouzských kantonů sloučen s kantonem Le Port-2 Sud do nově ustanoveného kantonu Le Port.